# Bistum Larino
Das in Italien gelegene ehemalige Bistum Larino (lateinisch Larinensis) wurde im 5. Jahrhundert begründet und gehörte der Kirchenprovinz Campobasso-Boiano an. Die Kathedrale war San Pardo.
Zwischen 1949 und 1978 sank die Zahl der in ihm lebenden Katholiken von 71.800 auf 53.400 ab, während die Zahl der Pfarreien von 22 auf 23 anstieg. In diesem Zeitraum fiel auch die Zahl der in ihm lebenden Diözesanpriester von 51 auf 36, während die Zahl der Ordenspriester von 0 auf 5 und die der Ordensschwestern von 42 auf 110 stieg.
Am 30. September 1986 wurde das Bistum Larino mit dem ihm benachbarten und seit 1924 in Personalunion verbundenen Bistum Termoli zum Bistum Termoli-Larino vereinigt, womit die Existenz des Bistums Larino ein Ende fand.